# Elezioni presidenziali in Argentina del 1862
Le elezioni presidenziali in Argentina del 1862 si sono svolte dal 27 agosto al 7 settembre. La votazione decideva il primo presidente dell'Argentina.
Le elezioni si sono svolte secondo le regole dettate dalla legge elettorale 207 della Confederazione, che ha mantenuto in vigore il sistema del "voto cantato", storicamente caratterizzato da massicci brogli elettorali, violenze nei seggi, voti comprati e scarsa partecipazione. Le donne non avevano il diritto di voto o di essere elette. Solo l'1% della popolazione si recò alle urne. La Costituzione stabiliva che l'elezione del presidente e del vicepresidente dovesse avvenire indirettamente e separatamente, delegando l'elezione finale di ciascuno, nei collegi elettorali provinciali formati da rappresentanti scelti nelle elezioni primarie, con il sistema di lista completa, essendo eletti tutti i candidati più votati, in ogni collegio elettorale.
Il nazionalista Bartolomé Mitre, che l'anno prima alla guida del secessionista Stato di Buenos Aires era riuscito a prevalere nella lunga guerra civile che lo vedeva contrapposto alla Confederazione Argentina, era l'unico candidato per la carica di presidente. Fu eletto senza voti contrari nel Collegio Elettorale, anche se 23 votanti su 156 si sono astenuti. Nelle elezioni alla vicepresidenza, il Collegio Elettorale elesse Marcos Paz, anch'egli del Partito Nazionalista, con una maggioranza di 91 elettori, sconfiggendo altri otto candidati.
Unico candidato era il nazionalista Bartolomé Mitre, che l'anno prima, alla guida dello Stato di Buenos Aires, aveva vinto la guerra civile contro la Confederazione Argentina. Come vicepresidente fu eletto Marcos Paz, sempre del Partito Nazionalista e in passato avversario di Mitre.